# Berlin Dresdener Bahnhof
Der Dresdener Bahnhof war der ursprüngliche Kopfbahnhof der Berlin-Dresdener Eisenbahn in Berlin.

## Lage
Der Dresdener Bahnhof lag südlich des Landwehrkanals zwischen den Güterbahnhöfen der Berlin-Potsdamer Eisenbahn und der Anhalter Bahn mit Zufahrt von der Luckenwalder Straße. Heute befinden sich an diesem Ort der U-Bahnhof Gleisdreieck sowie die Gebäude des ehemaligen Postbahnhofs Luckenwalder Straße. Die Anlagen des Güterbahnhofs der Berlin-Dresdener Eisenbahn schlossen sich südlich an den Personenbahnhof an. Der Bahnhof lag in der Tempelhofer Vorstadt, das Gelände gehört heute zum Berliner Ortsteil Kreuzberg.

## Geschichte

Gleisplan von 1877, Empfangsgebäude in der geplanten Form, Nord liegt links

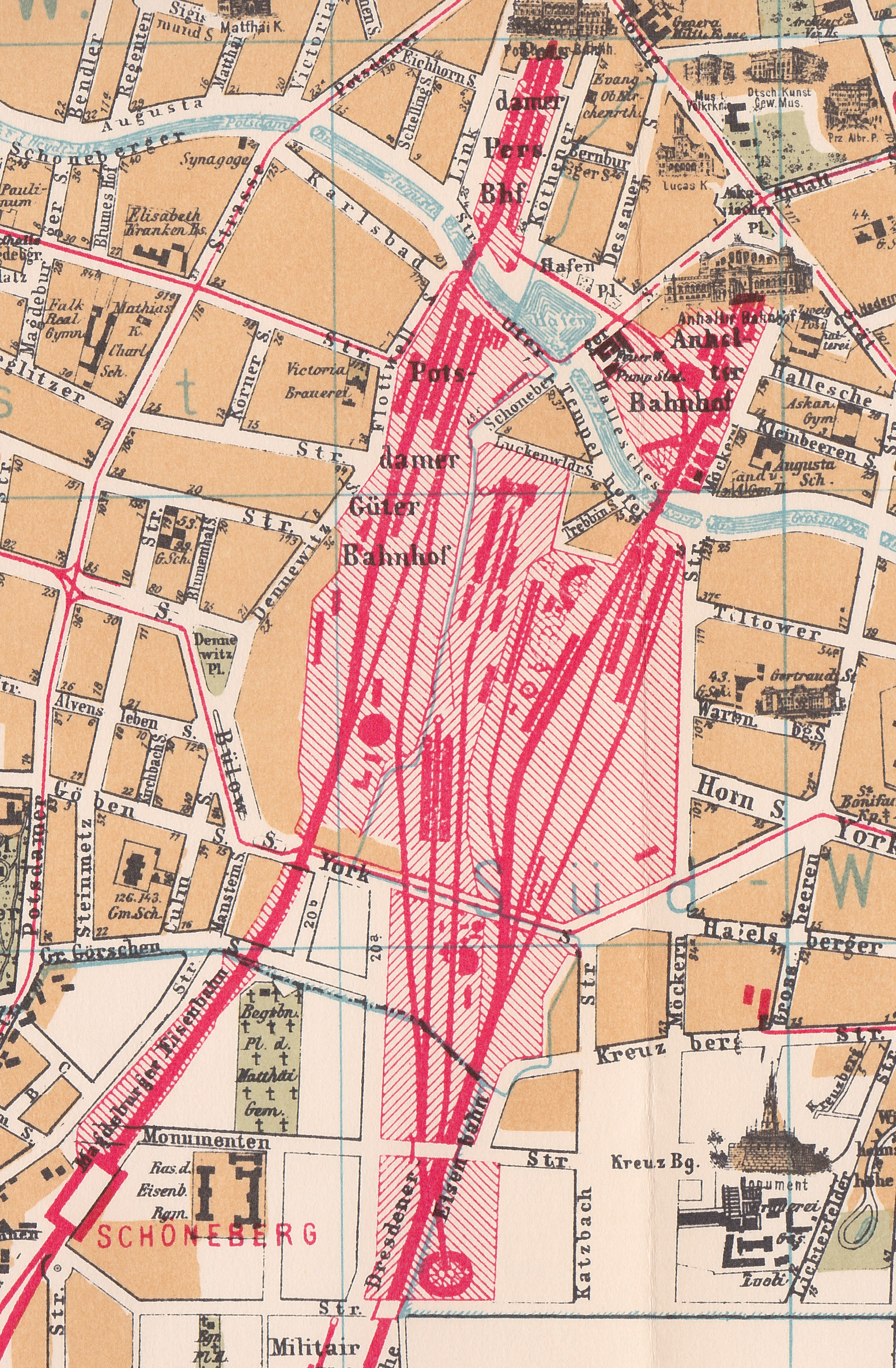
Karte der Berliner Bahnhöfe 1890, der Dresdener Bahnhof war in der Mitte

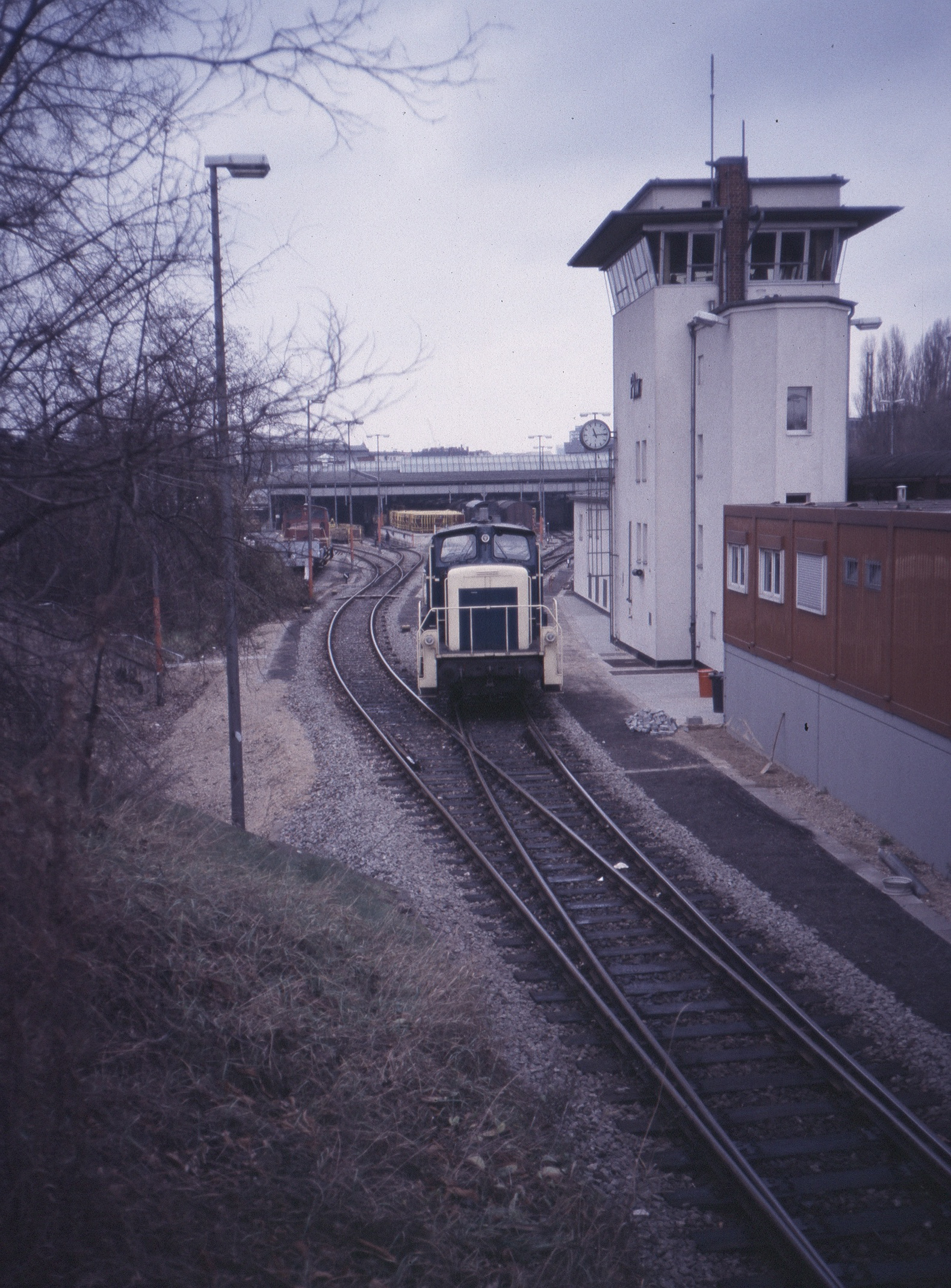
Gleisanbindung des Postbahnhofs mit Stellwerk Plw, 1986

Am 22. April 1872 beschloss das Kriegsministerium den Bau und Betrieb einer Militäreisenbahn entlang der künftigen Bahnstrecke der Berlin-Dresdener Eisenbahn-Gesellschaft zwischen Berlin und Zossen. Im als „Punktation“ bezeichneten Vertrag vom 9. Januar 1873 wurde festgelegt, dass die Bahngesellschaft den Erwerb und die Herstellung des Planums, den Bau des Bahnkörpers und der Brücken und die Beschaffung des Oberbau- und Betriebsmaterials für die Militärbahn übernahm. Im Gegenzug wurde ihr zum Bau ihres Bahnhofs militärfiskalisches Gelände zwischen den Güterbahnhöfen der Anhalter und der Potsdamer Bahn zum Kauf überlassen.
Der „Gründerkrach“ brachte die Eisenbahngesellschaft 1873 in finanzielle Schwierigkeiten, von denen sie sich nie wieder erholte. Daher wurde der Bau eines großen Empfangsgebäudes verschoben und an dessen Stelle in einfachster Bauweise ein langgestreckter Fachwerkbau (mit überdachten Bahnsteigen) an der Westseite der Bahnsteiganlagen errichtet. Dessen Zugang lag an der verlängerten Schöneberger Straße. Bis zur heutigen Yorckstraße erstreckte sich der Güterbahnhof, südlich derer das Bahnbetriebswerk mit zwei Lokschuppen und die Nebengebäude lagen. Der Bau eines repräsentativen Bahnhofsgebäudes war am Kopfende der Bahnanlagen an der Luckenwalder Straße geplant, wurde aber nicht realisiert.
Der Bahnhof wurde am 17. Juni 1875 eingeweiht und diente dem Verkehr von und nach Dresden. Sein dortiges Pendant war der Berliner Bahnhof im Stadtteil Dresden-Friedrichstadt. Prag und Wien konnten mit Kurswagen erreicht werden.
Im Jahr 1875 wurden auch die Brücken der Dresdener Bahn errichtet, zeitgleich mit der Neuanlage der verschwenkten Yorckstraße. Die noch erhaltene und 2012 restaurierte Brücke Nr. 5 – nach aktueller Zählung – der Yorckbrücken stammt aus dieser Zeit. Die Brücken der Potsdamer Stammbahn und der Anhalter Bahn über die Yorckstraße wurden einige Jahre später errichtet. 
Schon wenige Jahre nach der Eröffnung wurde beschlossen, den Personenverkehr der Berlin-Dresdener Eisenbahn zum 1880 eröffneten Neubau des Anhalter Bahnhofs zu leiten. Somit wurde der Dresdener Bahnhof bereits am 15. Oktober 1882 als Personenbahnhof wieder stillgelegt. Alle Bauten für den Personenverkehr wurden in den Folgejahren abgetragen.
Auf dem freigewordenen Gelände wurde 1901 das Gleisdreieck der Berliner U-Bahn und 1907 der Berliner Postbahnhof errichtet. Letzterer diente zur Versorgung Berlins mit Paketen und anderen Gütern. Besondere Bedeutung erlangte er während der deutschen Teilung, da er West-Berlin mit dem Bundesgebiet verband. Der Postbahnhof wurde im Jahr 1997 stillgelegt.